# Nationaler Radverkehrsplan

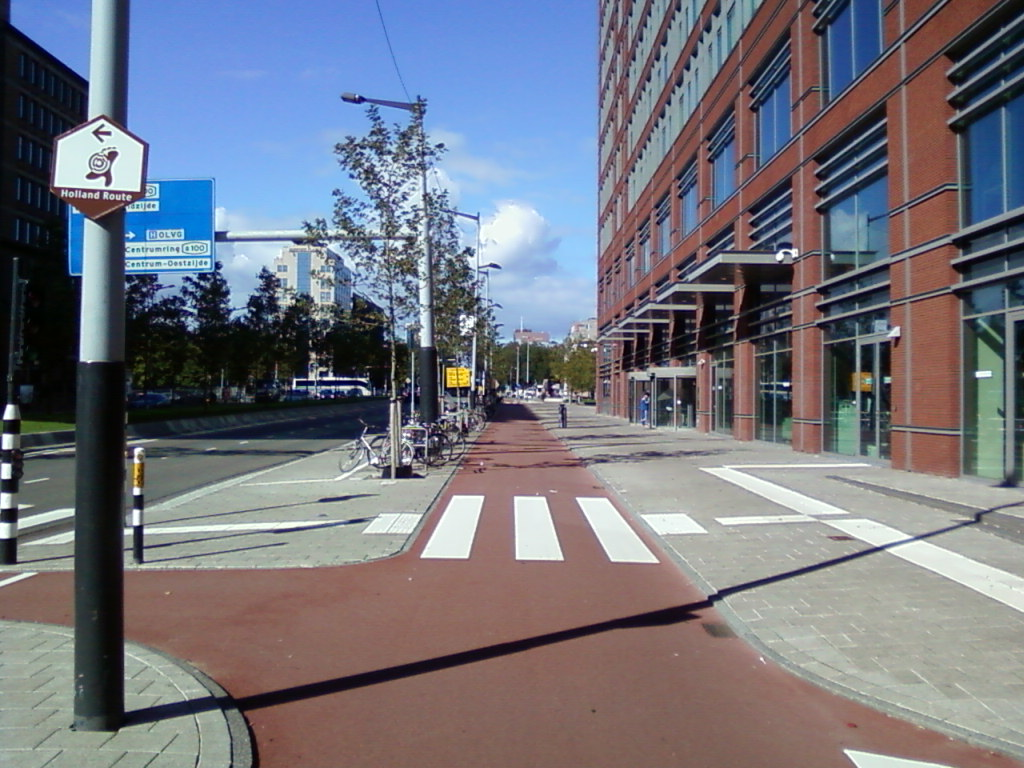
Beispiel Stadterneuerung: Anlage eines Radweges entlang einer Hauptstraße in Amsterdam

Der Nationale Radverkehrsplan (NRVP) bildet die Grundlage für die Radverkehrspolitik in Deutschland. Das Bundesverkehrsministerium will damit eine nachhaltige Mobilität sowie die Steigerung der Attraktivität der Fahrradbenutzung in Städten unterstützen. Mit dem NRVP soll außerdem ein Beitrag zur allgemeinen Akzeptanz des Fahrradverkehrs geleistet werden.

## Geschichte
Ausgangspunkt für den NRVP war der erste Fahrradbericht der Bundesregierung von 1998.
Der erste Nationale Radverkehrsplan 2002–2012 wurde im Mai 2002 vom Deutschen Bundestag mit den Stimmen aller Fraktionen beschlossen. Dies geschah auf Initiative des Bund-Länder-Arbeitskreises Fahrradverkehr, basierend auf einer Vorlage des Bundesverkehrsministeriums, die unter Mitwirkung von Vertretern des Bundes, der Länder, der Gemeinden und von Verbänden (ADFC, BUND, VCD, ZIV) entstanden war. Seit 2004 informiert ein eigener Internetauftritt umfassend über den Nationalen Radverkehrsplan, seine Ziele und Aktivitäten. Für die Umsetzung des NRVP ist das Bundesverkehrsministerium zuständig. Es wird durch einen zwölfköpfigen Beirat Radverkehr mit Vertretern von Bund, Ländern und Gemeinden, Wissenschaft und Verbänden beraten.
Der Nachfolger, der Nationale Radverkehrsplan 2020, wurde Anfang 2012 vorgelegt und am 6. September 2012 vom Bundeskabinett beschlossen. Am 24. April 2013 hat eine öffentliche Anhörung des Verkehrs-Ausschusses stattgefunden, bei der von vielen der beteiligten Verbände eine größere Beteiligung des Bundes bei der Finanzierung von Radwegen gefordert wurde.
Zur Weiterentwicklung des NRVP startete im Oktober 2019 das Dialogforum Nationaler Radverkehrsplan 3.0. Der Nationale Radverkehrsplan 3.0, der wiederum auf den NRVP 2020 folgt, wurde im April 2021 beim Nationalen Radverkehrskongresses vorgestellt, nachdem er im Kabinett verabschiedet wurde.

## Ziele

### Nationaler Radverkehrsplan 3.0
Mit dem Nationalen Radverkehrsplan 3.0 wurden 2021 Ziele bis zum Jahr 2030 festgelegt:

#### Mehr Radverkehr
Bis 2030 sollen sich die gefahrenen Kilometer per Rad im Vergleich zu 2017 verdoppeln:
- Die Anzahl der Wege soll von rund 120 auf 180 Wege je Person und Jahr zunehmen.
- Die durchschnittliche Länge der mit dem Rad zurückgelegten Wege soll sich von 3,7 Kilometer auf 6 Kilometer erhöhen.

#### Besserer Radverkehr
Durch breit angelegten Maßnahmen zur Förderung des Radverkehrs sollen die Rahmenbedingungen deutlich verbessert werden. Durch gezielte Infrastrukturmaßnahmen und technische Innovationen soll das Fahrrad häufiger und auch für längere Freizeit-, aber besonders auch Alltagswege genutzt werden können:
- Im Jahr 2019 planten 41 % der Deutschen in Zukunft mehr Rad zu fahren. Dieser Zustimmungswert soll bis zum Jahr 2030 auf 60 % gesteigert werden.
- Die finanzielle Förderung des Radverkehrs durch Bund, Länder und Kommunen soll sich bis 2030 an etwa 30 Euro je Person und Jahr orientieren, das ist doppelt so viel wie 2020.

#### Sicherer Radverkehr
Mit sichereren Infrastrukturen, von allen beachteten Verkehrsregeln und mehr Fairness im gegenseitigen Miteinander im Straßenverkehr soll bis 2030 eine Trendwende für sicheren Radverkehr gelingen. Leitbild ist dabei die Vision Zero:
- Gegenüber 2019 soll die Zahl der im Verkehr getöteten Radfahrenden um 40 % reduziert werden – trotz deutlich mehr Radverkehr

### Nationaler Radverkehrsplan 2020
Im Vorgänger des NRVP 2030, dem Nationalen Radverkehrsplan 2020, wurden 2012 erstmals quantitative Ziele festgeschrieben. Der Radverkehrsanteil, gerechnet als Anteil am Modal Split (der prozentuale Anteil von Verkehrsmitteln am Verkehrsaufkommen im Bundesgebiet), sollte von 10 % im Jahr 2008 auf 15 % im Jahr 2020 ansteigen. Dazu sollte der Radverkehrsanteil im ländlichen Raum von 8 % auf 13 % und innerhalb von städtischen Kommunen von 11 % auf 16 % steigen. Angesichts von Vergleichszahlen für die Niederlande und für Dänemark, wo bereits im Jahr 2015 ein Radverkehrsanteil von 31 % beziehungsweise 19 % erreicht wurde, erschien dem deutschen Verkehrsministerium dieses Ziel für das Jahr 2020 erreichbar. Innerhalb des Leitbilds eines „Radverkehrs als System“ sollten die Elemente Infrastruktur, Kommunikations- und Öffentlichkeitsarbeit sowie Service und Dienstleistungen gleichwertig berücksichtigt werden.
Unter Service und Dienstleistungen wurden im NRVP 2020 verstanden:
- Die Aufstellung von Fahrradschlauch-Verkaufsautomaten im öffentlichen Raum,
- Öffentliche Lademöglichkeiten für Akkus von Fahrrädern mit Elektromotor (Pedelecs),
- die Fahrradmitnahme im ÖPNV,
- Angebote für die Mitteilung von Mängeln der Infrastruktur („Scherbentelefon“),
- die Beschilderung von Radverkehrsanlagen sowie
- Fahrradstationen

## Handlungsfelder

### Radverkehrsplanung und -konzeption
Als wichtigste Grundlage für die Radverkehrsförderung sollen mit einem durchgängigen und alltagstauglichen Radverkehrsnetz langfristig alle wesentlichen Start- und Zielpunkte in diesem Netz miteinander verbunden werden. Dafür soll eine integrierte und strategische  Radverkehrsplanung in Kommunen und auf Landesebene etabliert werden. Der NRVP fordert die Bundesländer dazu auf, landesweite Netzkonzepte für den Radverkehr zu entwickeln. Den Kommunen wird empfohlen, den Radverkehr in ihre Verkehrsentwicklungspläne aufzunehmen und ihn im selben Maße wie andere Verkehrsmittel zu berücksichtigen. Länder, Kommunen und Träger der Regionalplanung sollen den Radverkehr verbindlich in ihre Planungen aufnehmen, um dessen Förderung gegenüber konkurrierenden Verkehrsplanungen zu sichern.

### Infrastruktur
Der NRVP hält den weiteren Ausbau der Radverkehr-Infrastruktur für notwendig. Wegen der Zunahme des Radverkehrs sollen weitere Infrastruktur-Angebote entwickelt werden, wozu ausdrücklich auch Radschnellwege zählen. In Städten und Gemeinden mit hohem Radverkehrsaufkommen könnten Ampelschaltungen im Sinne einer grünen Welle für Radfahrer eingesetzt werden.

### Verkehrssicherheit
Subjektive Sicherheit: Der alle zwei Jahre veröffentlichte SINUS-Fahrrad-Monitor zeigt, dass sich knapp die Hälfte der Radfahrer im Straßenverkehr unsicher fühlen. Während 2009 noch zwei Drittel aller befragten Radfahrer angaben, sich „sehr sicher“ oder „meistens sicher“ zu fühlen, waren es in den Jahren 2011–2017 nur noch etwas mehr als die Hälfte. Die Verkehrssicherheit zu erhöhen sei den Städten Kiel, Karlsruhe und Oldenburg bereits beispielhaft gelungen.
Objektive Sicherheit: Unfallschwerpunkte sind oft auf Mängel der Infrastruktur zurückzuführen. Wo mehr Rad gefahren wird, gibt es weniger Radunfälle pro gefahrenem Kilometer. Noch immer ist jedoch jeder fünfte Schwerverletzte im Verkehr ein Radfahrer.
Für die Sicherheit als Ganzes spielt das allgemeine Verkehrsklima eine wichtige Rolle. Im Verkehrssicherheitsprogramm des Bundes liegt der Schwerpunkt beim Schutz der schwächeren Verkehrsteilnehmer. Beispielhafte Sicherheitskampagnen wurden bis Mitte 2016 in Berlin und Freiburg unter dem Stichwort „Rücksichtkampagne“ durchgeführt.
Mit einer StVO-Novelle im Jahr 2019 / 2020 soll die Fahrradzone entsprechend den Regeln für Fahrradstraßen die Tempo-30-Zone ergänzen, ein Grünpfeil für Radfahrer wird eingeführt und soll auch für Radfahrstreifen gelten, ein neues Verkehrszeichen für ein punktuelles Überholverbot einspuriger Fahrzeuge, also auch von Fahrrädern, soll die Sicherheit an Engstellen oder Gefahrstellen erhöhen. Das Nebeneinanderfahren soll erleichtert werden, der Mindestüberholabstand für Kfz von 1,5 Metern innerorts soll festgeschrieben werden (2 m außerorts), mit einer Innovationsklausel sollen Modellversuche ermöglicht werden, sowie die vereinfachte Öffnung von Einbahnstraßen für Radverkehr das Fahren attraktiver machen.

### Kommunikation
Mit der Daueraufgabe Kommunikation soll unter anderem für ein sicheres und rücksichtsvolles Miteinander im Straßenverkehr geworben werden. Der Bund plant, für alle Maßnahmen der Radverkehrsförderung eine Dachmarke mit einem eigenen Logo zu entwickeln und zu untersuchen, wie die bestehenden Zertifizierungssysteme für fahrradfreundliche Kommunen vereinheitlicht werden können.
Auf lokaler Ebene wurden bereits erfolgreiche Kampagnen initiiert:
- „Nürnberg steigt auf“[31]
- „Aachen fährt Rad“
- „Radlhauptstadt München“[32]

### Fahrradtourismus
Die zwölf Radfernwege des Radnetzes in Deutschland (D-Route) sollen auf dreizehn erweitert werden. In Deutschland gibt es mittlerweile mehr als 200 überwiegend regionale touristische Radwege.

### Elektromobilität
Mit Pedelecs wird das Pendeln im Berufsverkehr auch über größere Distanzen, insbesondere zwischen Städten und ihrem Umland, zu einer neuen Option. Außerdem eröffnet diese Form der Mobilität älteren Mitbürgern neue Möglichkeiten der Teilhabe an der aktiven Mobilität. Für die Gestaltung der Radwege ergeben sich durch die neuen, schnellen Fahrräder gesteigerte Anforderungen an ausreichend breite Radwege, weite Kurvenradien sowie die Vermeidung von Absperrpfosten und Umlaufsperren.

### Verknüpfung mit anderen Verkehrsmitteln
Das Fahrrad, der ÖPNV und weitere Verkehrsmittel (zum Beispiel Car-Sharing und Leihfahrräder) sollten im Sinne eines Umweltverbundes kombiniert genutzt werden können. Deshalb soll die durchgehende Mobilitätskette von Haustür zu Haustür aktiv vermarktet werden. Die Kommunen werden aufgefordert, Verkehrsträger-übergreifende Mobilitätsangebote zu entwickeln und zu propagieren. Die Arbeitgeber werden aufgerufen, im Rahmen eines betrieblichen Mobilitätsmanagements die Fahrradnutzung ihrer Mitarbeiter zu fördern. Außerdem wird empfohlen, verstärkt Fahrradstationen zu schaffen.

### Mobilitäts- und Verkehrserziehung
Der Nationale Radverkehrsplan kritisiert, dass Schulkinder entgegen der allgemeinen Entwicklung im Vergleich zu früheren Jahren kontinuierlich und deutlich weniger mit dem Rad fahren. Empfohlen werden Fahrrad-Schulweg-Pläne, die gemeinsam mit Schülern erarbeitet werden können und die eine sichere und eigenständige Mobilität von Kindern und Jugendlichen erleichtern.

### Qualitäten schaffen und sichern
Forschung und Wissensvermittlung wird als wichtige Grundlage der Radverkehrsförderung angesehen.
Als Beispiel wird das Modellvorhaben Fußgänger- und fahrradfreundliche Stadt, ein Projekt des Umweltbundesamts genannt, das von 2001 bis 2003 durchgeführt wurde. Auf europäischer Ebene wurde ein Qualitätsmanagementsystem für den Radverkehr (BYPAD) entwickelt.

## Organisationsstrukturen
In vielen Verwaltungen gibt es bereits Radverkehrsbeauftragte. Dieses erfolgreiche Modell wird weiteren Kommunen und Landkreisen empfohlen.
Arbeitsgemeinschaften fahrradfreundlicher Kommunen oder ähnliche Strukturen der Zusammenarbeit gibt es inzwischen in allen Bundesländern außer dem Saarland, beispielhaft:
- Nordrhein-Westfalen (AGFS)[44]
- Baden-Württemberg[45]
- Bayern[46]
- Niedersachsen/Bremen[47]
- Thüringen
- Brandenburg[48]
- Sachsen[49]

Weitere Gremien und Funktionen:
- Zweimal jährlich tagt ein Bund-Länder-Arbeitskreis Fahrradverkehr
- Die jährliche Fahrradkommunalkonferenz ermöglicht einen Austausch von Bund und Kommunen
- Der zweijährliche Nationale Radverkehrskongress dient dem Austausch von Politik, Verwaltung und Fachöffentlichkeit
- Der Beirat Radverkehr begleitet die Radverkehrspolitik als Beratungsgremium[43]
- Innerhalb des Bundesministeriums für Verkehr und digitale Infrastruktur (BMVI) wurde eine Beauftragte für den Radverkehr benannt. Dieses Amt hatte 2019 Karola Lambeck, inne, damals Leiterin der Stabsstelle Radverkehr & Straßenverkehrssicherheit.[50] Seit 2024 ist Andreas Marquardt Beauftragter für den Radverkehr im BMDV, der ebenfalls Leiter der Stabstelle Radverkehr und Straßenverkehrssicherheit ist und zuvor Präsident im Bundesamt für Güterverkehr war.[51][52] Fahrrad-Lobbyisten hatten für die oder den Radverkehrsbeauftragten eine Position geknüpft an eine Leitungsrolle innerhalb des Ministeriums empfohlen, umgesetzt wurde "die Funktion auf Verwaltungsebene ohne politisches Mandat".[53]

## Finanzbedarf
Im Radverkehrsplan 2020 wird vorgeschlagen, dass pro Einwohner und Jahr Finanzmittel in den Kommunen zur Verfügung stehen sollten:
- für Neubau, Erhaltung und Betrieb der Infrastruktur 6 bis 15 Euro
- für Abstellmöglichkeiten im öffentlichen Raum etwa 1 bis 2,50 Euro
- für die Kommunikation und den Service 0,50 bis 2 Euro

Der Finanzbedarf der Landkreise pro Einwohner und Jahr wird mit 1 und 6 Euro veranschlagt. Ausgehend von einem durchschnittlichen Finanzbedarf von 15 Euro pro Einwohner und Jahr, den Kommunen und Landkreise jährlich aufbringen sollen, kommt bei 80 Millionen Bundesbürgern ein jährlicher Finanzbedarf von 1.200 Millionen Euro zustande. Innerhalb des Nationalen Radverkehrsplans sind 3 Millionen Euro für die Förderung von nicht-investiven Maßnahmen vorgesehen. Mit diesem Fördervolumen werden Wettbewerbe, Bildungsprogramme und Kampagnen finanziert.

## Leistungen des Bundes
- das Fortbildungsangebote der Fahrradakademie[55][56] bzw. inzwischen vom Mobilitätsforum Bund, organisiert im Bundesamt für Logistik und Mobilität (BALM),
- das Aktionsprogramm effizient mobil für Mobilitätsmanagement der Deutschen Energie-Agentur (dena), gefördert vom Bundesministerium für Umwelt, Naturschutz, Bau und Reaktorsicherheit (BMUB)[37][57],
- die Publikationsreihe Forschung Radverkehr (2010–2012)/Cycling Expertise (2010–2012), die im Rahmen des NRVP finanziert wurde[40][58][59],
- eine Förderfibel, zu finanziellen Förderungen, sortiert nach Bundesländern, ursprünglich im Fahrradportal, inzwischen auf den Webseiten des BALM[60][61],
- der Fahrrad-Monitor Deutschland, eine umfangreiche Bevölkerungsumfrage, der alle zwei Jahre durchgeführt wird[62][63][17]
- im Fahrradbericht der Bundesregierung sollen die Schlussfolgerungen für die Weiterentwicklung der Radverkehrsförderung auf Bundesebene gezogen werden.[62] Der Bericht wurde zuletzt im Jahr 2007 in seiner zweiten Auflage veröffentlicht.[64] Im Jahr 2014 ist die Broschüre Radverkehr in Deutschland, Zahlen, Daten, Fakten erschienen[65]
- der Deutsche Fahrradpreis wird jährlich verliehen[30]
- das Projekt RADschlag zur Mobilitätserziehung, das unter Federführung des VCD vom Bund gefördert wird.[66][67] Das Projekt hat in den Jahren 2009–2011 stattgefunden.[68]
- die Kampagne Stadtradeln[69][70][71]
- die Kampagne Kopf an: Motor aus.[30] Das Pilotprojekt zu dieser Kampagne wurde in den Jahren 2009 und 2010 durchgeführt[72]

Das damalige BMVI hatte 2014 eine Broschüre mit 44 Seiten zu den Themen Radverkehrsinfrastruktur, Verkehrsaufkommen und Verkehrssicherheit veröffentlicht. Entsprechend dem NRVP 2020 sollten diese Eckdaten der Radverkehrsentwicklung alle zwei Jahre zusammengestellt und veröffentlicht werden.